# Drapeau de Saint-Martin (Antilles françaises)
Il n'existe officiellement pas de drapeau de Saint-Martin et seul le drapeau de la France a un usage officiel sur la collectivité d'outre-mer de Saint-Martin.
C'est le logo de la collectivité qui est le plus souvent utilisé par les institutions de l'île.
Un drapeau non-reconnu s'est répandu sur internet inspiré de la forme d'un verre contenant du Martini, par jeu de mots avec la consonnance proche de Saint-Martin. Il ne semble pas avoir de légitimité locale et n'a jamais été pavoisé ou vendu sur l'île.

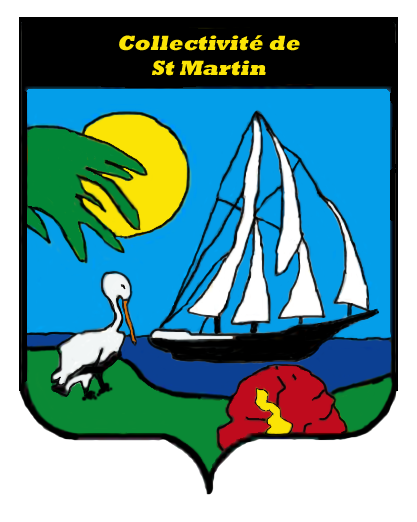
Armoiries de Saint-Martin.
Logo de la Collectivité de Saint-Martin.